# 长根马先蒿
长根马先蒿（学名：Pedicularis dolichorrhiza）为列当科马先蒿属的植物。分布在俄罗斯、克什米尔、帕米尔阿拉套以及中国大陆的新疆等地，生长于海拔1,900米至4,600米的地区，目前尚未由人工引种栽培。